# Life Enigma
Life Enigma (carátula Archivado el 1 de febrero de 2019 en Wayback Machine.) es el álbum de regreso del violinista de jazz fusion Jean-Luc Ponty ocho años después de su último disco de estudio, No Absolute Time. Además, es la primera producción que lanzó bajo su propio sello, JLP.
La obra contiene muchas canciones interpretadas solo por Ponty, donde él toca varios instrumentos.

## Lista de canciones
1. "Two Thousand-One Years Ago" – 4:20
2. "Signals from Planet Earth" – 6:03
3. "The Infinite Human Caravan" – 6:37
4. "Lonely Among All" – 4:25
5. "Firmament" – 7:22
6. "Pizzy Cat" – 3:16
7. "Life Enigma" – 5:56
8. "Even the Sun Will Die" – 5:37
9. "Love at Last Sight" – 5:15
10. "And Life Goes On" – 6:01

## Personal
- Jean-Luc Ponty – violín, otros instrumentos
- William Lecomte – teclados
- Guy N'Sangué – bajo
- Thierry Arpino – batería
- Moustapha Cisse  – percusión

- Datos: Q6544771